# کاتینکا فاراگو
کاتینکا فاراگو (سوئدی: Katinka Faragó؛ ۱۶ دسامبر ۱۹۳۶ – ۲۶ نوامبر ۲۰۲۴) تهیه‌کننده اهل سوئد بود.

## فیلم‌شناسی
از جمله فیلم‌هایی که وی در آن‌ها نقش داشته‌است، می‌توان به رستگاران، کاتینکا، کابوی‌های لنین‌گراد به آمریکا می‌روند، زنان روی پشت‌بام، آخرین رقص، هیپ هیپ هورا! و عصر بخیر، آقای والنبری اشاره نمود.